# 脐无塔螺
脐无塔螺（学名：Abderospira umbilicata）为三叉螺科无塔螺属的动物。分布于日本，包括东海等海域，属于暖水性种类。其常生活于潮下带浅水区到较深海底。